# São Lourenço (Cabo Verde)
São Lourenço es una freguesia caboverdiana del municipio de São Filipe.

## Geografía
La freguesia abarca parte de la isla de Fogo.

## Organización territorial
La freguesia contaba en 2010 con 8899 habitantes distribuidos en las entidades de población de:

### Villa
- Ponta Verde

### Localidades
- Achada Mentirosa
- As Hortas
- Campanas Baixo
- Campanas Cima
- Chã de Monte
- Curral Grande
- Galinheiro
- Inhuco
- Lomba
- Monte Tabor
- Pedro Homem
- Pico Gomes
- Ribeira Filipe
- Santo António
- São Domingos
- São Jorge
- Velho Manuel